# Leopold Damrosch

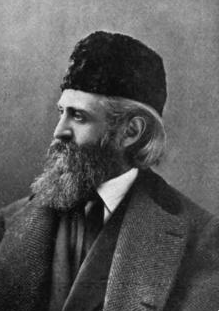
Leopold Damrosch

Leopold Damrosch (* 22. Oktober 1832 in Posen; † 15. Februar 1885 in New York City) war ein deutscher Komponist, Dirigent, Violinist und Musikpädagoge.

## Leben
Damrosch, der aus einer jüdischen Familie stammte, studierte nach dem Wunsch seiner Eltern in Berlin Medizin, setzte aber gleichzeitig seine schon früher leidenschaftlich betriebenen Musikstudien fort. Er nahm Violinunterricht bei Hubert Ries und wurde Kompositionsschüler von Siegfried Wilhelm Dehn. Nach seiner Promotion als Mediziner (1854) verfolgte er eine künstlerische Karriere. Als Geiger debütierte er 1855 erfolgreich in Magdeburg und 1856 in Berlin. Bald darauf berief ihn Franz Liszt in die großherzogliche Kapelle nach Weimar. 1858 wurde er Dirigent des Orchestervereins zu Breslau und 1866 Kapellmeister des dortigen Stadttheaters.
Er war ein entschiedener Anhänger der Neudeutschen Schule und trat als Dirigent für Hector Berlioz, Richard Wagner und Liszt ein, für deren Musik er auch als Schriftsteller in der Neuen Zeitschrift für Musik warb.
1872 übersiedelte Damrosch nach New York, wo er in der Folge als Dirigent des Singvereins Arion und der von ihm neu gegründeten Vereine Oratorio Society (1873) und New York Symphony Society (1878) sowie als Schriftsteller, Geiger und Gesangslehrer eine angesehene Stellung einnahm. Er war Freimaurer und leitete 1881 beim hundertjährigen Jubiläum der Großloge von New York den musikalischen Teil der großen Festarbeit.

## Familie
1858 heiratete Damrosch die Opernsängerin Helene von Heimburg (1836–1904). Außer den drei Söhnen Richard, Ernst und Hans, die noch in Deutschland im Kindesalter starben, hatten das Paar folgende Kinder:
- Frank (* 22. Juni 1859; † 22. Oktober 1937), Chorleiter und Pädagoge
- Walter (* 30. Januar 1862; † 22. Dezember 1950), Komponist und Dirigent[3] ⚭ Margaret Blaine (1867–1949)
- Marie († 1937)[4] ⚭ Ferdinand Wiechmann, Chemiker
- Clara (1869–1948), Pianistin und Musikpädagogin ⚭ David Mannes, Geiger
- Elizabeth (1872–1962)[5] ⚭ Henry T. Seymour  (* 24. Juli 1860)[6]

## Werk
Unter seinen zahlreichen Kompositionen sind besonders seine Lieder (12 Hefte), ein Violinkonzert und einige Chorwerke (Brautgesang, Ruth und Naemi) zu erwähnen.

## Denkmal
Der Bildhauer Friedrich Helbig aus Blasewitz bei Dresden schuf als seine letzte größere Arbeit das Denkmal des Kapellmeisters der deutschen Oper in New York.